# 毛果珍珠花
毛果珍珠花（学名：Lyonia ovalifolia var. hebecarpa）为杜鹃花科珍珠花属下的一个变种。